# Полярная станция

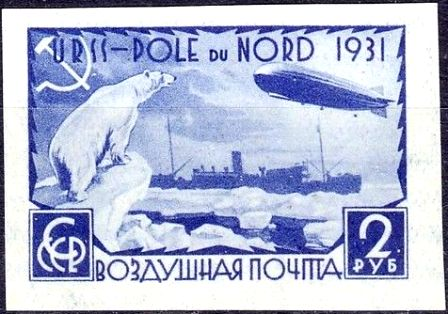
Почтовая марка СССР, посвящённая встрече ледокола «Малыгин» с дирижаблем «Граф Цеппелин» на советской полярной станции в Бухте Тихой.

Поля́рная ста́нция — научно-наблюдательный пункт, созданный на побережье Северного Ледовитого океана, в Антарктике, на близлежащих островах, а также на дрейфующих льдах.
В Северном полушарии полярные (арктические) станции находятся севернее Полярного круга, а в Южном (антарктические) — южнее 60° южной широты. Исключения случаются редко.
В России арктическими полярными станциями считаются те станции, которые находятся в Арктической зоне России.
Полярные станции ведут систематические метеорологические, геофизические, геомагнитные, гидрологические, а в отдельных случаях — биологические и медицинские наблюдения. Часто проводятся геологические исследования. Гляциологические исследования и наблюдения проводятся в основном в Антарктике. Начиная с 1960-х годов, станции выполняют также задачи военного характера, в частности, акустического слежения за подлодками вероятного противника.
Население станций составляют учёные, реже — члены их семей. Широко используется вахтовый метод работы на станции (не более 6—12 месяцев).

## Термины

### Полярная станция
Понятие «Полярная станция» в Росгидромете отсутствует.
Согласно Наставлению гидрометеорологическим станциям и постам (выпуска 1987 года) сети наблюдений делятся на:
- Метеорологическую (станции М-1, М-2, М-3 разрядов)
- Аэрологическую (АЭ)
- Гидрологическую (Г-1, Г-2)
- Морскую гидрометеорологическую: береговую (МГ-1, МГ-2) судовую (СГ-1, СГ-2, СГ-3) и на платформах (МГС-1, МГС-2)

Выделяют также:
- Объединённые станции (ОГМС)
- Авиаметеорологические (АМСГ-1, АМСГ-2, АМСГ-3, АМСГ-4)
- Специализированные: агрометеорологические, болотные, биологические, исследовательские, геофизические (ГФ)
- Автоматические метеорологические станции (АМС)

Термин «Полярная станция» остался со времен Главного управления Северного морского пути и прижился.

### Труднодоступная станция
Понятие «труднодоступные станции» регламентируется другим документом — Положением «О труднодоступной гидрометеорологической станции» от 22.01.1982 года
Оно определяется так:
- Труднодоступными станциями являются гидрометеорологические станции, расположенные в сложных физико-географических и суровых климатических условиях полярной, таёжной, высокогорной, пустынной зоны страны, либо на необжитом острове (полуострове), вдали от крупных населенных пунктов (с сетью торговых, медицинских, школьных учреждений), с которыми отсутствует регулярная транспортная связь.
- Труднодоступные гидрометеорологические станции являются наблюдательными подразделениями УГМС, входят в систему Госкомгидромета (Росгидромета ныне) и имеют главной задачей производство гидрометеорологических (геофизических) наблюдений и измерений уровня загрязнения воздуха, почвы и вод с целью обеспечения государственного контроля за состоянием природной среды.
- Список труднодоступных станций утверждается Госкомгидрометом (читай Росгидрометом) и объявляется приказом начальника УГМС.

Большинство станций в Заполярье относятся к труднодоступным.

## Типы станций

### Станции по режиму работы
- Всесезонные или постоянные — станции, которые заселены круглый год, работают в капитальных строениях.
- Сезонные или летние — станции, которые заселены только полярным летом, могут быть установлены как в постоянных, так и временных сооружениях, но полярной зимой будут законсервированы или ликвидированы. Наблюдения могут быть переключены в автоматический режим.
- Временные — станции или полевые лагеря, которые работают только ради определённых действий или для осуществления проекта. Как правило, устанавливаются переносные легкие конструкции, нередко каждый сезон устанавливаются в различных местах.

### Станции по фактическому состоянию
- Действующие — станции, которые функционируют в установленном режиме работы
- Законсервированные — станции, деятельность которых по разным причинам приостановлена, существующие сооружения и оборудование законсервированы, но их действие может быть восстановлено.
- Закрытые — станции, которые закрыты по разным причинам (изношенность или проблемы с финансированием, завершение поставленной научной программы, заменена на другую станцию и т. д.). В отдельных случаях закрытая станция, если в ней сохранена инфраструктура, может быть использована в качестве точки на которой будет установлена автоматическая измерительная аппаратура (Мыс Желания, Остров Вилькицкого[вд], Остров Русский[вд]). Некоторые из исторических станций преобразованы в музеи (Бухта Тихая).
- Разрушенные — станции которые по разным причинам были уничтожены и не восстановлены: разрушены в результате пожара, заметены во льдах и в снегах, утонули в океане из-за таянья ледника и т. д.

### Станции по функционалу
- Базы — крупные всесезонные полярные станции, которые параллельно с выполняемыми на станции научными программами обеспечивают снабжение других станций, работают как транспортные узлы, склады.
- Комплексные станции — станции, на которых проводится обширная программа научных исследований в различных областях науки, обеспечивая также выполнение исследовательских программ в окрестностях.
- Исследовательские станции — станции, которые организованы в рамках специального научного проекта. Метеорологические наблюдения обычно проводятся параллельно.
- Станция логистики — станции, основной задачей которых является обеспечение снабжения внутренних станций или обслуживание окрестных полевых экспедиций.
- Гидрометеорологические станции — разветвленная сеть таких станций была создана на берегах и островах Северного Ледовитого океана в середине 20 века для обеспечения навигации по маршруту Северного моря. В связи с развитием спутниковых технологий они постепенно сокращаются или заменяются автоматизированными метеорологическими станциями.

### Станции по принадлежности
- Национальные программные станции — станции, на которых исследовательская программа выполняется национальными научными или другими учреждениями. Организации, отвечающие за полярные исследования и мониторинг, могут быть академическими учреждениями, армией, флотом и военно-воздушными силами, учреждениями мониторинга окружающей среды или специальными национальными полярными программами.
- Международные и транснациональные станции — построены и обслуживаются при поддержке нескольких стран. Полярные станции из разных стран часто устанавливаются рядом друг с другом и используют общую инфраструктуру (чилийские, российские, китайские и уругвайские станции на острове Кинг-Джордж, 10 национальных станций на Шпицбергене в Ню-Олесунн). Многие станции в Антарктиде имеют международные программы с участием специалистов из нескольких стран.
- Частные и негосударственные станции (станция Уорлд-Парк-Бейс).

## Полярные станции в Арктике

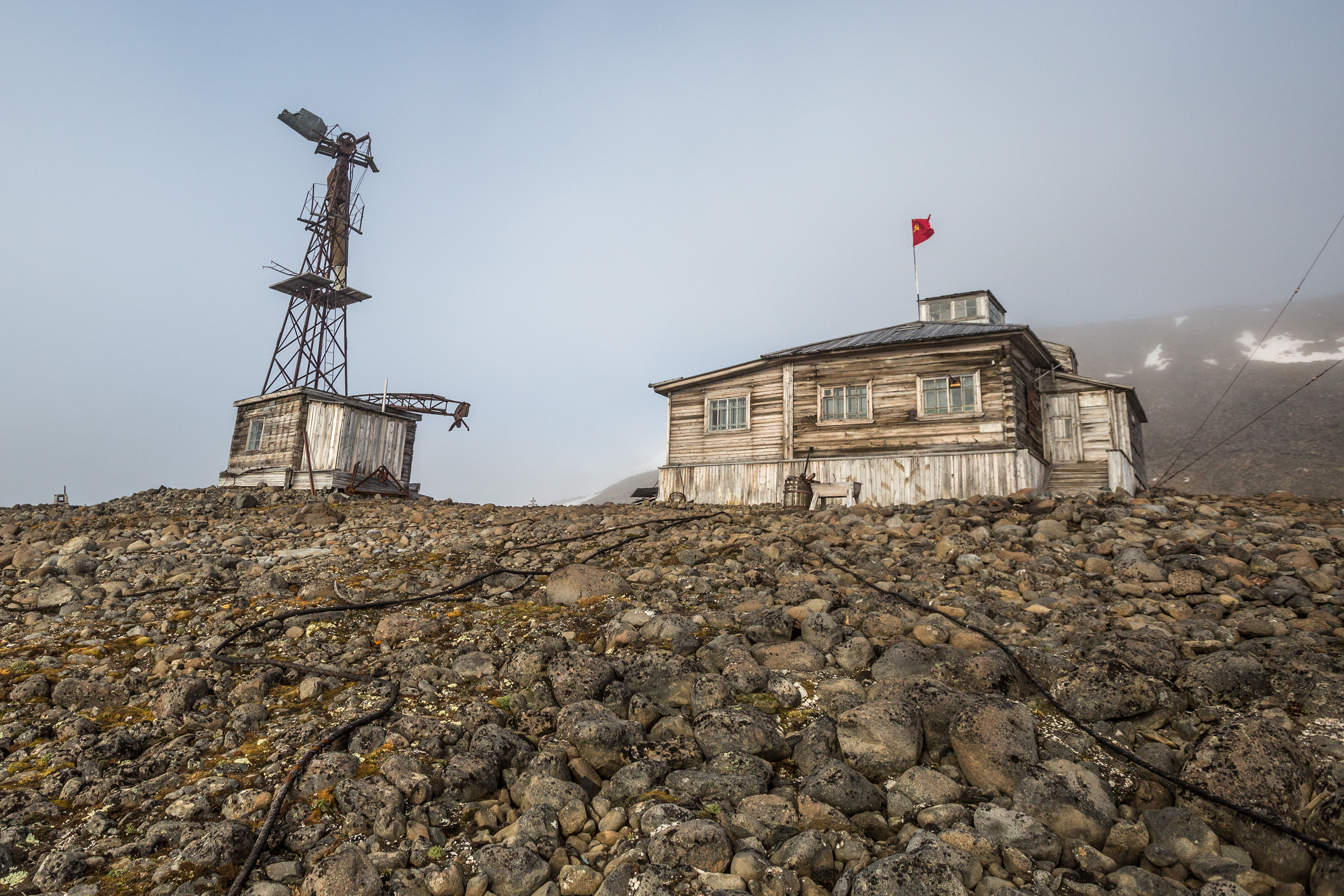
«Бухта Тихая» — Полярная станция, ставшая музеем

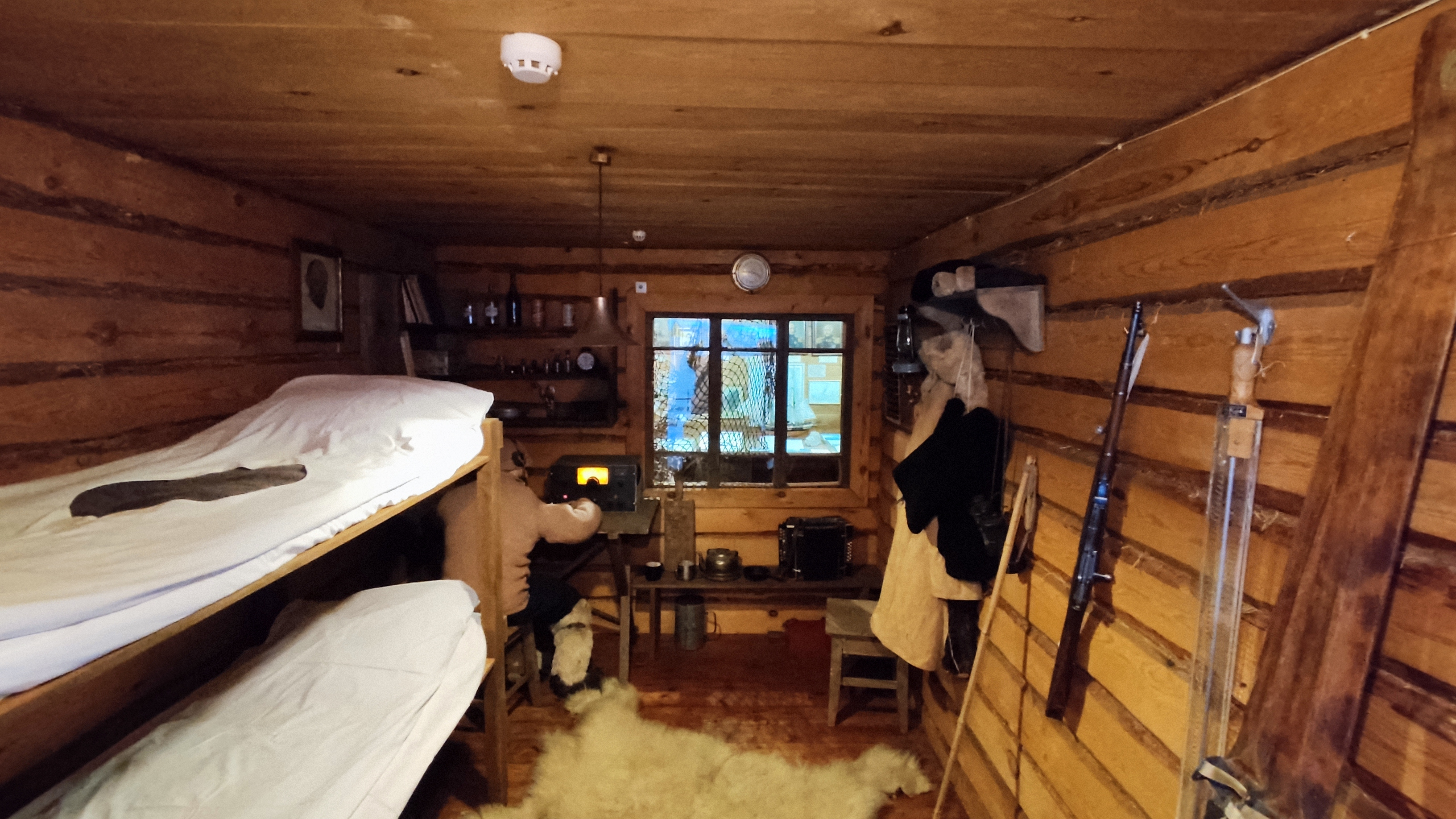
Интерьер арктической полярной станции 1930-х годов, воссозданный на судне Витязь

В Арктике расположено множество научных полярных станций и баз различных стран, на которых ведутся научные (в том числе биологические, географические, геологические и метеорологические) исследования. С 1 сентября 1882 г. по 3 сентября 1883 г. по программе Первого международного полярного года в Малых Кармакулах начали проводиться непрерывные наблюдения по метеорологии и земному магнетизму. Работами полярной станции руководил гидрограф, лейтенант К. П. Андреев. В июле 1896 года в Малых Кармакулах была открыта метеорологическая станция. Следующие арктические полярные станции были созданы в середине 1910-х годов на северной оконечности острова Вайгач, северном побережье Югорского полуострова и мысе Марре-Сале полуострова Ямал. Регулярные наблюдения начались на Югорском Шаре (станция располагалась в 37—38 километрах к северо-западу от современного посёлка Амдерма) в сентябре 1913 года, на Вайгаче и на Ямале — в сентябре 1914 года. Официально станции именовались радиостанциями, но оборудовались как метеостанции II разряда. Центральной являлась югорская станция, с которой объединённая информация дважды в день — в 7 и 13 часов — передавалась на Исакогорскую радиостанцию под Архангельском и затем в Главную физическую обсерваторию. В 1915 году была создана станция на острове Диксон. В 1923—1924 годах была построена станция в проливе Маточкин Шар, а в 1931—1932 — на мысе Желания; при этом был учтён прежний опыт строительства. 1930-е годы стали началом строительство целой сети полярных станций.

### Дрейфующие станции

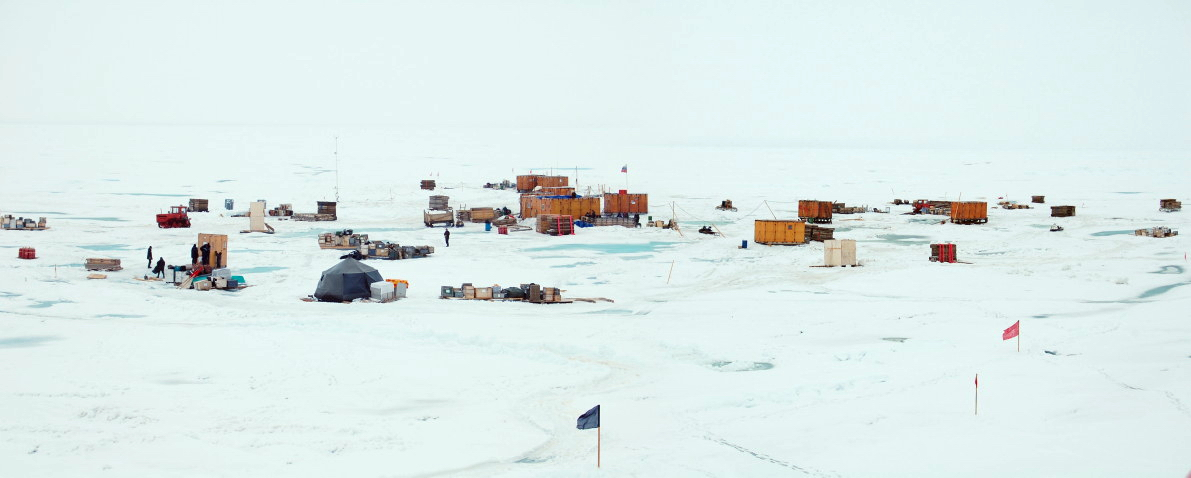
Панорама дрейфующей станции «Северный полюс-36» с борта ледокола

В 1937 году в Советском Союзе в Арктике была организована полярная станция «Северный полюс-1» («СП-1»). Это была первая в мире дрейфующая станция. Высадкой на лёд руководил О. Ю. Шмидт. На станции находилось четыре полярника: И. Д. Папанин — начальник станции, Э. Т. Кренкель — радист, Е. К. Фёдоров — магнитолог, П. П. Ширшов — гидролог. На льду станция пробыла 275 дней. Впоследствии было ещё проведено 40 таких экспедиций, вплоть до 2015 года.

## Полярные станции в Антарктике

Антарктическая станция «Восток»

Первая высадка человека в Антарктиде произошла 24 января 1895 года. В 1898 году была основана первая британская полярная станция (лагерь), состоявшая из двух деревянных домов (англ. hut): жилого и склада. Над станцией был поднят британский флаг. В жилом доме располагался общий стол, печь и койки вдоль стен. В 1904 году основана старейшая из ныне действующих аргентинская станция Оркадас.
В середине XX века в Антарктиде появились советские станции. Простые станции состояли из палаток и представляли собой лагерь. Сложные станции включали в себя жилые или зимовочные комплексы (модули), научно-исследовательские лаборатории, нефтебазы (склад ГСМ) и аэродром. Важную роль в работе станции играл дизельный генератор (электростанция). Некоторые станции снабжались банями. Жилые помещения были оснащены кают-компаниями, кабинетами (для радистов и метеорологов), санчастью, камбузом и спортзалом. Над станцией всегда поднимался флаг. Обилие построек позволяло создавать улицу (улица Ленина на станции Мирный). Руководство станцией осуществлял «начальник станции». Уборку на станции осуществляет дежурный. Рядовые жители станции имеют статус «полярников». Нежилые станции считаются законсервированными.

## Источник
- Вехов Н. В. Первые российские полярные станции // Московский журнал. — 2007. — № 7. — С. 2—6. — ISSN 0868-7110.